# Ray Barbuti
Raymond („Ray”) James Barbuti (ur. 12 czerwca 1905 na Brooklynie w Nowym Jorku, zm. 8 lipca 1988 w Pittsfield) – amerykański lekkoatleta, sprinter, dwukrotny mistrz olimpijski.
Jako student Syracuse University wygrał w 1928 najpierw akademickie mistrzostwa USA (IC4A) w biegach na 220 jardów i na 440 jardów, a potem mistrzostwa Stanów Zjednoczonych (AAU) w biegu na 400 metrów. Pojechał na igrzyska olimpijskie w Amsterdamie w tym samym roku, gdzie najpierw wygrał bieg na 400 metrów z czasem 47,8 s. (był to jedyny złoty medal lekkoatlety amerykańskiego na tych igrzyskach w konkurencji indywidualnej), a następnie był członkiem zwycięskiej sztafety 4 × 400 metrów, która ustanowiła rekord świata wynikiem 3:14,2 s. Tydzień później był członkiem sztafety 4 × 440 jardów, która ustanowiła rekord świata czasem 3:13,4 s.
Podczas II wojny światowej dosłużył się stopnia majora i otrzymał Brązową Gwiazdę oraz Medal Lotniczy. Pracował później w administracji stanu Nowy Jork.